# Championnats d'Europe d'athlétisme en salle 1990
Navigation
Les 21e Championnats d'Europe d'athlétisme en salle se sont déroulés les 3 et 4 mars 1990 au Kelvin Hall International Sports Arena de Glasgow, en Écosse.

## Résultats

### Hommes
| Épreuves         | Or                                                  | Argent                                       | Bronze                                                                        |
| 60 m             | Linford Christie Royaume-Uni 6 s 56                 | Pierfrancesco Pavoni Italie 6 s 59           | Jiří Valík Tchécoslovaquie 6 s 63                                             |
| 200 m            | Sandro Floris Italie 21 s 01                        | Nikolai Antonov Bulgarie 21 s 04             | Bruno Marie-Rose France 21 s 28                                               |
| 400 m            | Norbert Dobeleit Allemagne de l'Ouest 46 s 08       | Jens Carlowitz Allemagne de l'Est 46 s 09    | Cayetano Cornet Espagne 46 s 01                                               |
| 800 m            | Tom McKean Royaume-Uni 1 min 46 s 22                | Tomás de Teresa Espagne 1 min 47 s 22        | Zbigniew Janus Pologne 1 min 47 s 37                                          |
| 1 500 m          | Jens-Peter Herold Allemagne de l'Est 3 min 44 s 39  | Fermín Cacho Espagne 3 min 44 s 61           | Tony Morrell Royaume-Uni 3 min 44 s 83                                        |
| 3 000 m          | Éric Dubus France 7 min 53 s 94                     | Jacky Carlier France 7 min 54 s 75           | Branko Zorko Yougoslavie 7 min 54 s 77                                        |
| 60 mètres haies  | Igors Kazanovs Union soviétique 7 s 52              | Tony Jarrett Royaume-Uni 7 s 58              | Florian Schwarthoff Allemagne de l'Ouest 7 s 61                               |
| 5 km marche      | Mikhail Shchennikov Union soviétique 19 min 00 s 62 | Giovanni De Benedictis Italie 19 min 02 s 90 | Axel Noack Allemagne de l'Ouest 19 min 08 s 36                                |
| Saut en hauteur  | Artur Partyka Pologne 2,33 m                        | Arturo Ortíz Espagne 2,30 m                  | Dietmar Mögenburg Allemagne de l'Ouest Gerd Nagel Allemagne de l'Ouest 2,30 m |
| Saut à la perche | Rodion Gataullin Union soviétique 5,80 m            | Grigoriy Yegorov Union soviétique 5,75 m     | Hermann Fehringer Autriche Thierry Vigneron France 5,70 m                     |
| Saut en longueur | Dietmar Haaf Allemagne de l'Ouest 8,11 m            | Emiel Mellaard Pays-Bas 8,08 m               | Robert Emmiyan Union soviétique 8,06 m                                        |
| Triple saut      | Ihar Lapchyne Union soviétique 17,14 m              | Oleg Sakirkin Union soviétique 16,70 m       | Tord Henriksson Suède 16,69 m                                                 |
| Lancer du poids  | Klaus Bodenmüller Autriche 21,03 m                  | Ulf Timmermann Allemagne de l'Est 20,43 m    | Oliver-Sven Buder Allemagne de l'Est 20,20 m                                  |

### Femmes
| Épreuves         | Or                                               | Argent                                            | Bronze                                          |
| 60 m             | Ulrike Sarvari Allemagne de l'Ouest 7 s 10       | Laurence Bily France 7 s 13                       | Nelli Fiere-Cooman Pays-Bas 7 s 14              |
| 200 m            | Ulrike Sarvari Allemagne de l'Ouest 22 s 96      | Natalya Kovtun Union soviétique 23 s 01           | Galina Malchugina Union soviétique 23 s 04      |
| 400 m            | Marina Shmonina Union soviétique 51 s 22         | Iolanda Oanta Roumanie 52 s 22                    | Judit Forgács Hongrie 53 s 02                   |
| 800 m            | Lyubov Gurina Union soviétique 2 min 01 s 63     | Sabine Zwiener Allemagne de l'Ouest 2 min 02 s 23 | Lorraine Baker Royaume-Uni 2 min 02 s 42        |
| 1 500 m          | Doina Melinte Roumanie 4 min 09 s 73             | Sandra Gasser Suisse 4 min 10 s 83                | Violeta Beclea Roumanie 4 min 10 s 44           |
| 3 000 m          | Elly van Hulst Pays-Bas 8 min 57 s 28            | Margareta Keszeg Roumanie 8 min 57 s 50           | Andrea Hahmann Allemagne de l'Est 9 min 00 s 31 |
| 60 mètres haies  | Lyudmila Narozhilenko Union soviétique 7 s 74    | Monique Ewanje-Epée France 7 s 84                 | Mihaela Pogacean Roumanie 7 s 99                |
| 3 km marche      | Beate Anders Allemagne de l'Ouest 11 min 59 s 36 | Ileana Salvador Italie 12 min 18 s 84             | Annarita Sidoti Italie 12 min 27 s 94           |
| Saut en hauteur  | Heike Redetzky Allemagne de l'Ouest 2,00 m       | Britta Vörös Allemagne de l'Ouest 1,94 m          | Galina Astafei Roumanie 1,94 m                  |
| Saut en longueur | Galina Chistyakova Union soviétique 6,85 m       | Yelena Kokonova Union soviétique 6,74 m           | Helga Radtke Allemagne de l'Est 6,66 m          |
| Triple saut      | Galina Chistyakova Union soviétique 14,14 m      | Helga Radtke Allemagne de l'Est 13,63 m           | Ana Oliveira Portugal 13,44 m                   |
| Lancer du poids  | Claudia Losch Allemagne de l'Ouest 20,64 m       | Natalya Lisovskaya Union soviétique 20,35 m       | Grit Hammer Allemagne de l'Est 19,34 m          |

## Tableau des médailles
| Rang | Nation               | Or | Argent | Bronze | Total |
| ---- | -------------------- | -- | ------ | ------ | ----- |
| 1    | Union soviétique     | 9  | 5      | 2      | 16    |
| 2    | Allemagne de l'Ouest | 6  | 1      | 3      | 10    |
| 3    | Allemagne de l'Est   | 2  | 4      | 5      | 11    |
| 4    | Royaume-Uni          | 2  | 1      | 2      | 5     |
| 5    | France               | 1  | 3      | 2      | 6     |
| 6    | Italie               | 1  | 3      | 1      | 5     |
| 7    | Roumanie             | 1  | 2      | 3      | 6     |
| 8    | Pays-Bas             | 1  | 1      | 1      | 3     |
| 9    | Autriche             | 1  | 0      | 1      | 2     |
| 9    | Pologne              | 1  | 0      | 1      | 2     |
| 11   | Espagne              | 0  | 3      | 1      | 4     |
| 12   | Bulgarie             | 0  | 1      | 0      | 1     |
| 12   | Suisse               | 0  | 1      | 0      | 1     |
| 14   | Yougoslavie          | 0  | 0      | 1      | 1     |
| 14   | Portugal             | 0  | 0      | 1      | 1     |
| 14   | Suède                | 0  | 0      | 1      | 1     |
| 14   | Tchécoslovaquie      | 0  | 0      | 1      | 1     |
| 14   | Hongrie              | 0  | 0      | 1      | 1     |